# Fujiwara no Muchimaro
Fujiwara no Muchimaro (藤原 武智麻呂) (né en 680, mort le 29 août 737) est un politicien japonais des époques Asuka et Nara. Fils ainé de Fujiwara no Fuhito, il fonde le clan Nanke (littéralement « Maison du sud »), une des principales familles kuge (noble de cour) dirigées par les Fujiwara. Sa mère est Soga no Shōsi, fille de Soga no Murajiko. Il épouse une petite-fille d'Abe no Miushi avec laquelle il a deux fils, Fujiwara no Toyonari et Fujiwara no Nakamaro. Parmi ses filles se trouve la consort de l'empereur Shōmu.
Muchimaro est nommé chef du ministère des affaires civiles en 718. Quand Fuhito, le père de Muchimaro, meurt en 720, le prince Nagaya occupe le rang le plus élevé au sein du gouvernement d'État. Le prince est le petit-fils de l'empereur Temmu mais n'est pas issu de la famille Fujiwara, aussi est-il perçu comme une menace par Muchimaro et ses trois frères. Après qu'il a évincé le prince Nagaya en 729, Muchimaro est nommé dainagon (conseiller) puis promu Udaijin (ministre de droite) en 734. À la même période, les trois frères sont aussi élevés à d'importantes fonctions au sein du gouvernement, installant ainsi le régime des Fujiwara. Mais en 737, Muchimaro et ses frères meurent de variole.

## Sources
- Sonpi Bunmyaku, disponible sur les archives digitales de la bibliothèque de la Diète japonaise.
- Hall, John. The Cambridge History of Japan. Cambridge : Cambridge University Press, 1988. (pp. 247–249)
- Roth, Louis. Japan Encyclopedia. City : Belknap Pr of Harvard U, 2005.

## Source de la traduction
- (en) Cet article est partiellement ou en totalité issu de l’article de Wikipédia en anglais intitulé « Fujiwara no Muchimaro » (voir la liste des auteurs).